# Mogarraz
Mogarraz es un municipio y localidad española de la provincia de Salamanca, en la comunidad autónoma de Castilla y León. Se integra dentro de la comarca de la Sierra de Francia. Pertenece al partido judicial de Ciudad Rodrigo y a la Mancomunidad Sierra de Francia.
Su término municipal está formado por un solo núcleo de población, ocupa una superficie total de 9,05 km² y según los datos demográficos recogidos en el padrón municipal elaborado por el INE en el año 2017, cuenta con una población de 283 habitantes.
La villa de Mogarraz está declarada Bien de Interés Cultural con categoría de conjunto histórico en 1998, presentando una estructura urbanística de trama típicamente medieval, con calles estrechas y trazado irregular.
Está catalogado como Uno de Los Pueblos Más Bonitos de España desde el año 2014 y pertenece desde entonces a la asociación homónima.

## Toponimia
Según Miguel Asín Palacios el topónimo Mogarraz provendría del árabe مُغَرَّس, con el significado de 'plantío'.

## Geografía
| Noroeste: San Martín del Castañar | Norte: San Miguel del Robledo | Nordeste: Las Casas del Conde |
| Oeste: La Alberca                 |                               | Este: Miranda del Castañar    |
| Suroeste: Monforte de la Sierra   | Sur: Cepeda                   | Sureste: Miranda del Castañar |

### Clima
Mogarraz tiene un clima mediterráneo de tipo Csa según la clasificación climática de Köppen.
| Parámetros climáticos promedio de Mogarraz en el periodo 1969-1982 | Parámetros climáticos promedio de Mogarraz en el periodo 1969-1982 | Parámetros climáticos promedio de Mogarraz en el periodo 1969-1982 | Parámetros climáticos promedio de Mogarraz en el periodo 1969-1982 | Parámetros climáticos promedio de Mogarraz en el periodo 1969-1982 | Parámetros climáticos promedio de Mogarraz en el periodo 1969-1982 | Parámetros climáticos promedio de Mogarraz en el periodo 1969-1982 | Parámetros climáticos promedio de Mogarraz en el periodo 1969-1982 | Parámetros climáticos promedio de Mogarraz en el periodo 1969-1982 | Parámetros climáticos promedio de Mogarraz en el periodo 1969-1982 | Parámetros climáticos promedio de Mogarraz en el periodo 1969-1982 | Parámetros climáticos promedio de Mogarraz en el periodo 1969-1982 | Parámetros climáticos promedio de Mogarraz en el periodo 1969-1982 | Parámetros climáticos promedio de Mogarraz en el periodo 1969-1982 |
| Mes | Ene.                                                               | Feb.                                                               | Mar.                                                               | Abr.                                                               | May.                                                               | Jun.                                                               | Jul.                                                               | Ago.                                                               | Sep.                                                               | Oct.                                                               | Nov.                                                               | Dic.                                                               | Anual                                                              |
| --- | ------------------------------------------------------------------ | ------------------------------------------------------------------ | ------------------------------------------------------------------ | ------------------------------------------------------------------ | ------------------------------------------------------------------ | ------------------------------------------------------------------ | ------------------------------------------------------------------ | ------------------------------------------------------------------ | ------------------------------------------------------------------ | ------------------------------------------------------------------ | ------------------------------------------------------------------ | ------------------------------------------------------------------ | ------------------------------------------------------------------ |
| Temp. media (°C) | 7.5                                                                | 8.5                                                                | 9.6                                                                | 12.6                                                               | 15.5                                                               | 20.7                                                               | 25.7                                                               | 26.3                                                               | 22.1                                                               | 16.5                                                               | 11.6                                                               | 7.4                                                                | 15.3                                                               |
| Precipitación total (mm) | 207.7                                                              | 200.7                                                              | 123.6                                                              | 93.7                                                               | 138.8                                                              | 59.2                                                               | 18.9                                                               | 12.3                                                               | 58.9                                                               | 138.0                                                              | 141.2                                                              | 212.7                                                              | 1405.6                                                             |
| Fuente: Ministerio de Agricultura, Alimentación y Medio Ambiente. Datos de precipitación para el periodo 1969-1982 y de temperatura para el periodo 1969-1982 en Mogarraz 22 de octubre de 2012 |                                                                    |                                                                    |                                                                    |                                                                    |                                                                    |                                                                    |                                                                    |                                                                    |                                                                    |                                                                    |                                                                    |                                                                    |                                                                    |

## Historia
La fundación de Mogarraz se debe al proceso de repoblación llevado a cabo por los reyes leoneses en la Edad Media en la Sierra de Francia. De este modo, Mogarraz pasó a formar parte del alfoz de Miranda del Castañar tras la creación de este por el rey Alfonso IX de León en 1213. Con la creación de las actuales provincias en 1833, Mogarraz fue incluido en la provincia de Salamanca, dentro de la Región Leonesa, adscripción territorial que se ha mantenido vigente hasta la actualidad.
La villa, una de las pocas juderías conversas al cristianismo y Conjunto Histórico Artístico, ha "resucitado" los rostros de 388 vecinos que no emigraron en los años sesenta con una exposición, donde los lugareños miran al visitante desde la fachada de la casa que habitaron.

## Demografía
Mogarraz cuenta con una población de 252 habitantes (INE 2024).
| Gráfica de evolución demográfica de Mogarraz entre 1842 y 2021                                                      |
| |
| Población de derecho según los censos de población del INE Población de hecho según los censos de población del INE |

## Símbolos

### Escudo
El escudo heráldico que representa al municipio fue aprobado el 14 de octubre de 1994 con el siguiente blasón:

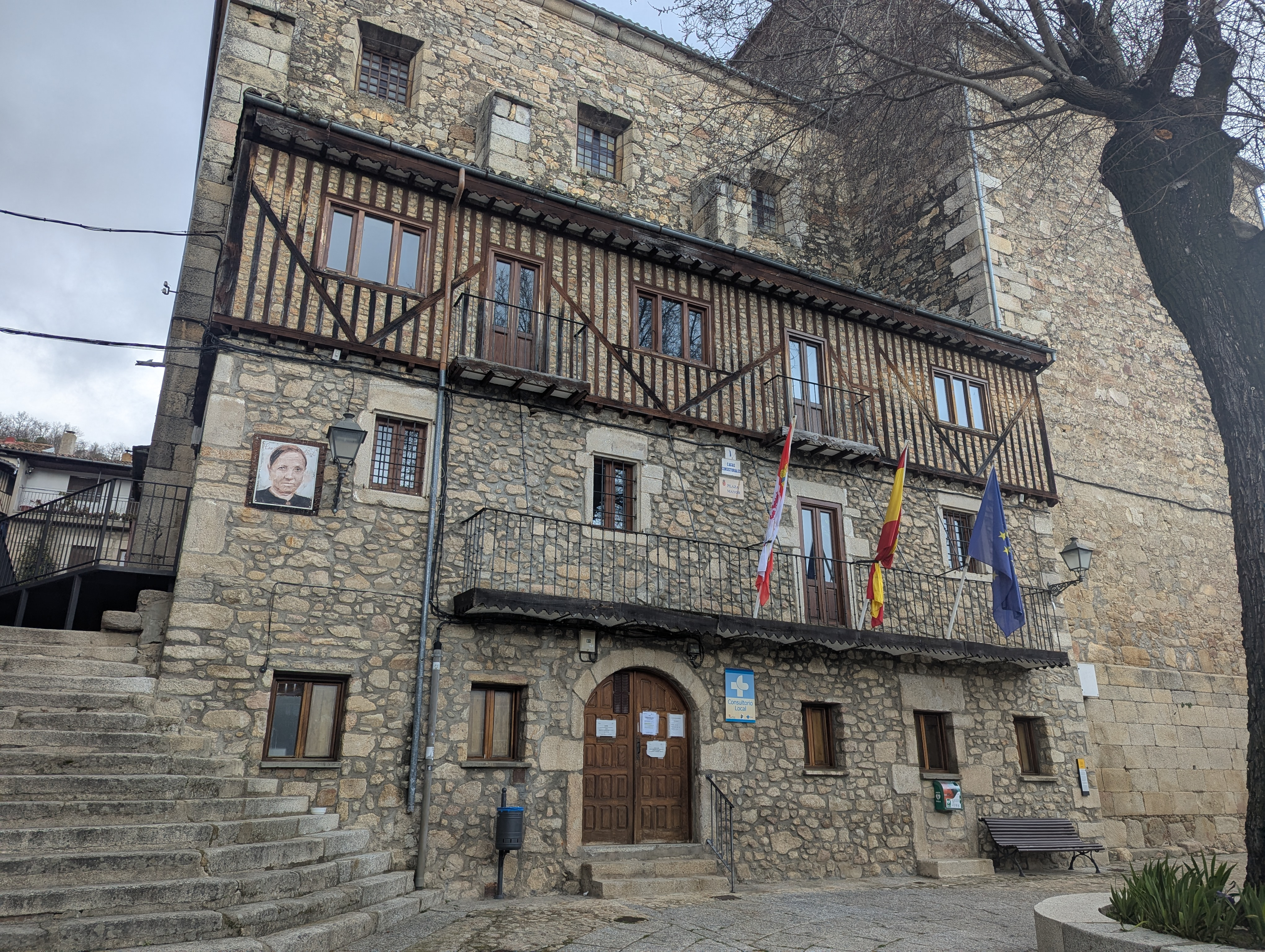
Casa consistorial

«Escudo partido. Primero, de oro con un cerezo de sinople, arrancado. Segundo, de gules con una punta de lanza de plata. Timbrado de la Corona Real Española»
Boletín Oficial de Castilla y León n.º 213 de 4 de noviembre de 1994

## Administración y política
| Periodo   | Nombre                       | Partido | Partido                                  |
| --------- | ---------------------------- | ------- | ---------------------------------------- |
| 1979-1983 | Alejandro Martín Criado      |         | Unión de Centro Democrático (UCD)        |
| 1983-1987 | Aníbal Calvo Criado          |         | Alianza Popular (AP)                     |
| 1987-1991 | Justo Hernández Alfageme     |         | Independiente                            |
| 1991-1999 | Miguel Ángel Maíllo Cascón   |         | Partido Popular (PP)                     |
| 1999-2007 | Domingo López Iglesias       |         | Partido Popular (PP)                     |
| 2007-2019 | María Concepción Hernández   |         | Partido Socialista Obrero Español (PSOE) |
| 2019-act. | María Soledad Álvarez Cascón |         | Partido Socialista Obrero Español (PSOE) |

| Partido político                         | 2023  | 2023  | 2023       | 2019  | 2019  | 2019       | 2015  | 2015  | 2015       | 2011  | 2011  | 2011       | 2007  | 2007  | 2007       | 2003    | 2003  | 2003       |
| Partido político                         | %     | Votos | Concejales | %     | Votos | Concejales | %     | Votos | Concejales | %     | Votos | Concejales | %     | Votos | Concejales | %       | Votos | Concejales |
| Partido Socialista Obrero Español (PSOE) | 58,93 | 99    | 4          | 60,80 | 121   | 4          | 71,57 | 146   | 5          | 62,17 | 143   | 5          | 50,41 | 122   | 4          | 48,98 % | 144   | 3          |
| Partido Popular (PP)                     | 39,29 | 66    | 1          | 38,19 | 76    | 3          | 27,45 | 56    | 2          | 36,96 | 85    | 2          | 48,76 | 118   | 3          | 51,02   | 150   | 4          |

La alcaldesa de Mogarraz lo es en régimen de dedicación parcial y cobra 6000 euros al año (2017).

## Cultura

### Patrimonio
Camino del agua

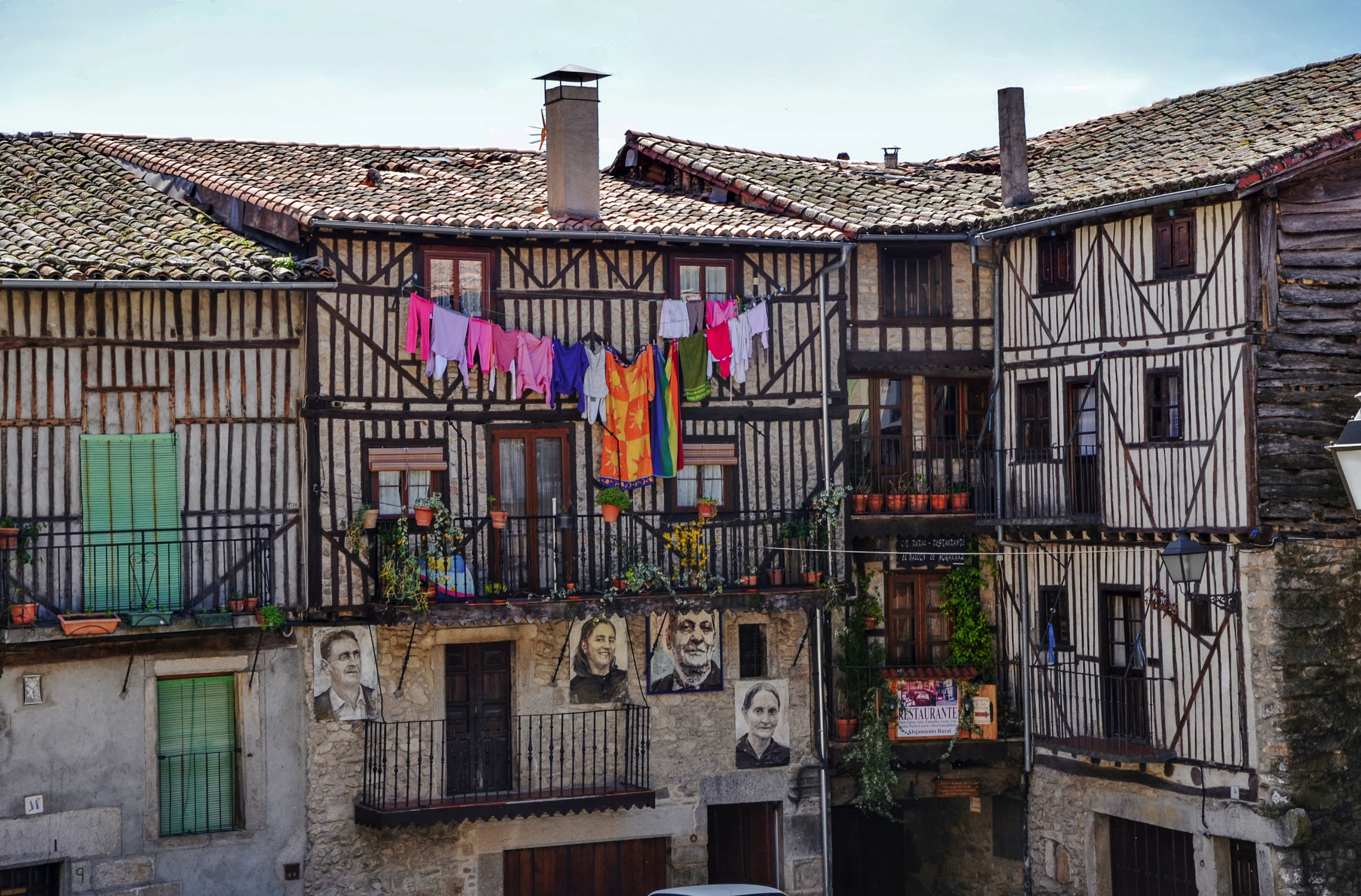
Plaza Mayor

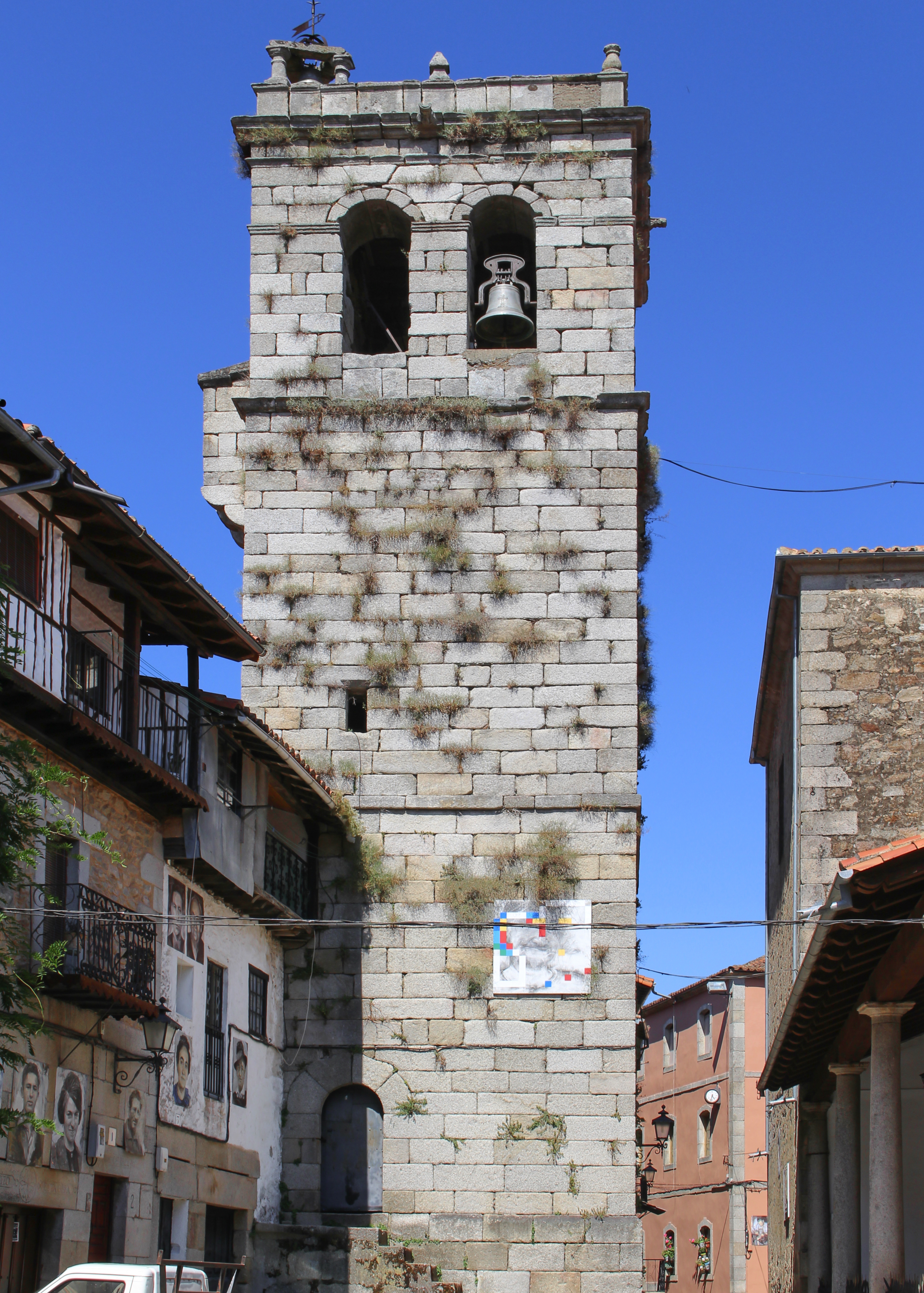
Iglesia parroquial

El camino del agua es una ruta circular de unos 9 km que recorre el valle del río Milanos, parte del núcleo urbano de Mogarraz y pasa por Monforte de la Sierra para terminar nuevamente en Mogarraz. Algunas de las obras artísticas que se pueden contemplar son la titulada K’oa, consistente en dos jaulas metálicas, del artista salmantino Miguel Poza, la titulada Serena, de Virginia Calvo, alegoría de una ninfa con su cola alzándose en el bosque, la titulada Cruz de Mingo, de Florencio Maíllo o las sillas metálicas de Manuel Pérez de Arrilucea. El camino pasa además por un mirador desde el que se obtiene una amplia vista de la localidad de Mogarraz en medio del valle y, tal como indica su nombre, el agua es protagonista durante todo el sendero pues cruza el río Bocino, por la pasarela del Bocino, el arroyo Milano, por los puentes de Los Molinos y del Pontón.
Arquitectura tradicional
Casas con arquitectura tradicional de la Sierra de Francia. Fachadas con entramados serranos de madera rellenas de mampostería y símbolos a descubrir grabados en la piedra. Balconadas típicas. Asimismo, Mogarraz cuenta con un trazado urbano muy característico, con influencia del mundo árabe y judío.
Iglesia parroquial de Nuestra Señora de las Nieves
La iglesia parroquial de Mogarraz presenta una planta de cruz latina y altar barroco. El campanario destaca sobre los tejados de las casas de la villa.
Otros
- Plaza Mayor, es de forma ovalada, donde se celebraban festejos taurinos.
- Ermita y fuente del Humilladero.
- Museo etnográfico Casa de las Artesanías, con artesanía de la localidad: trabajo del oro (orives), cuero, bordados y trajes.

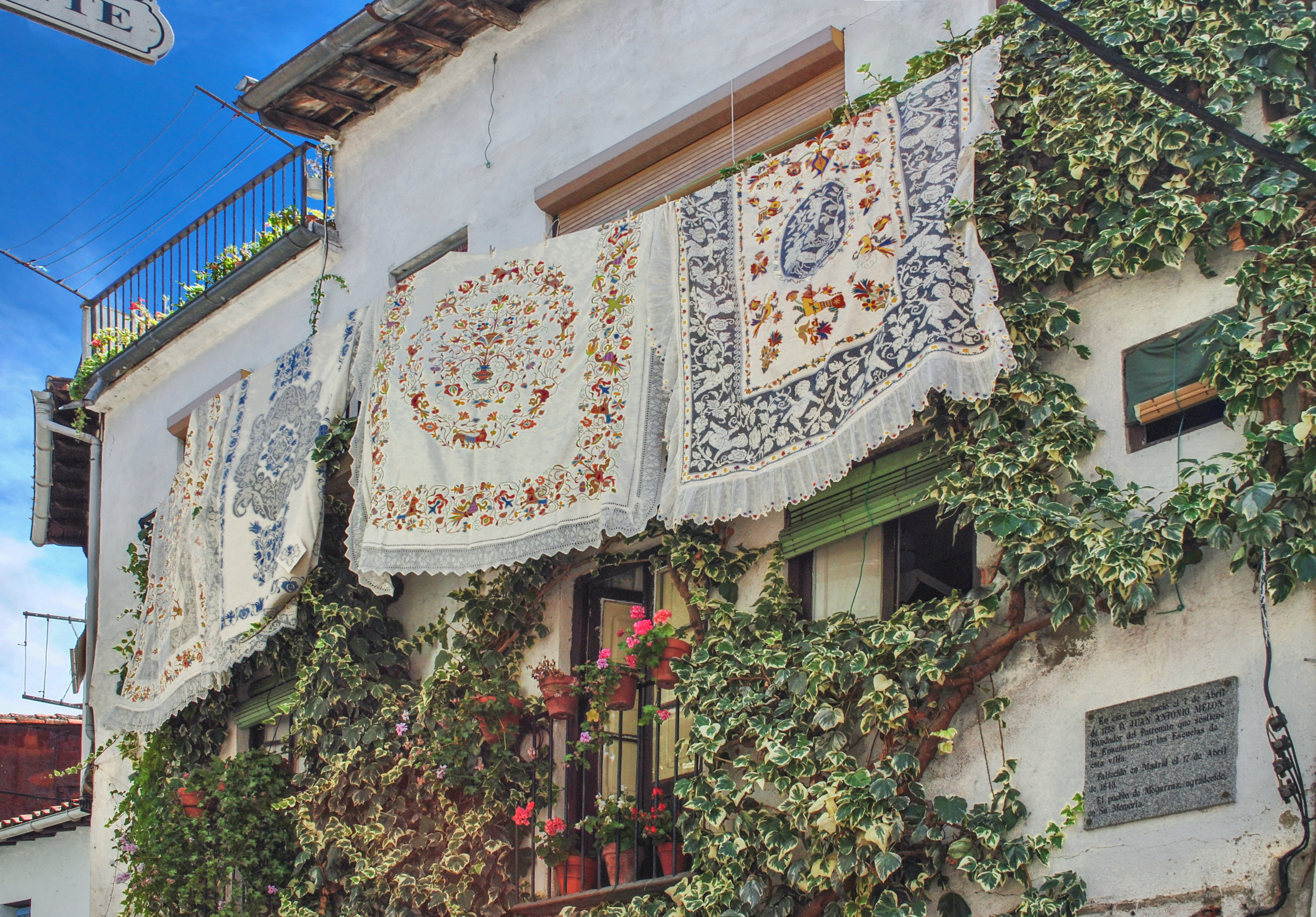
Bordados artesanos
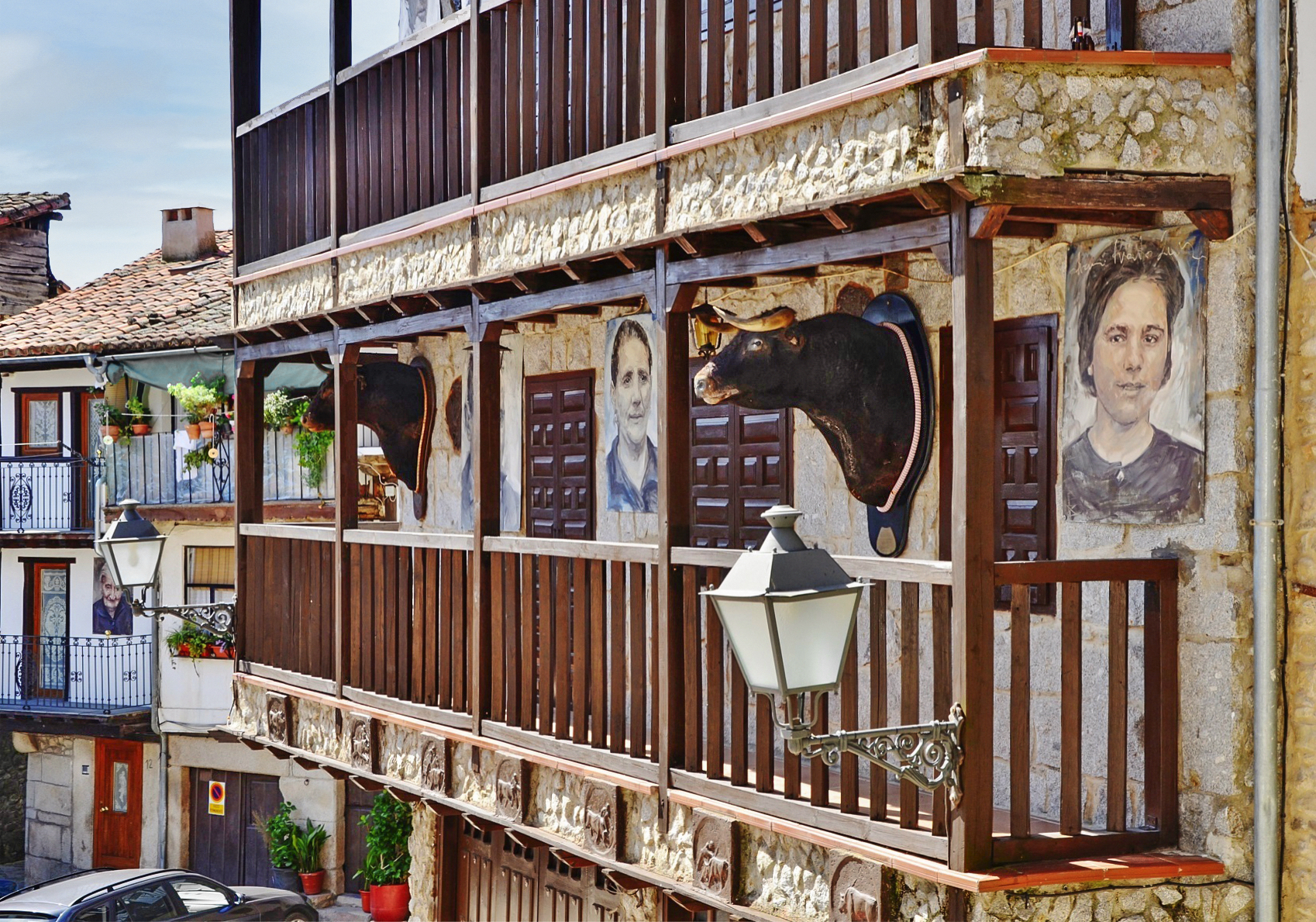
Retratos en fachadas
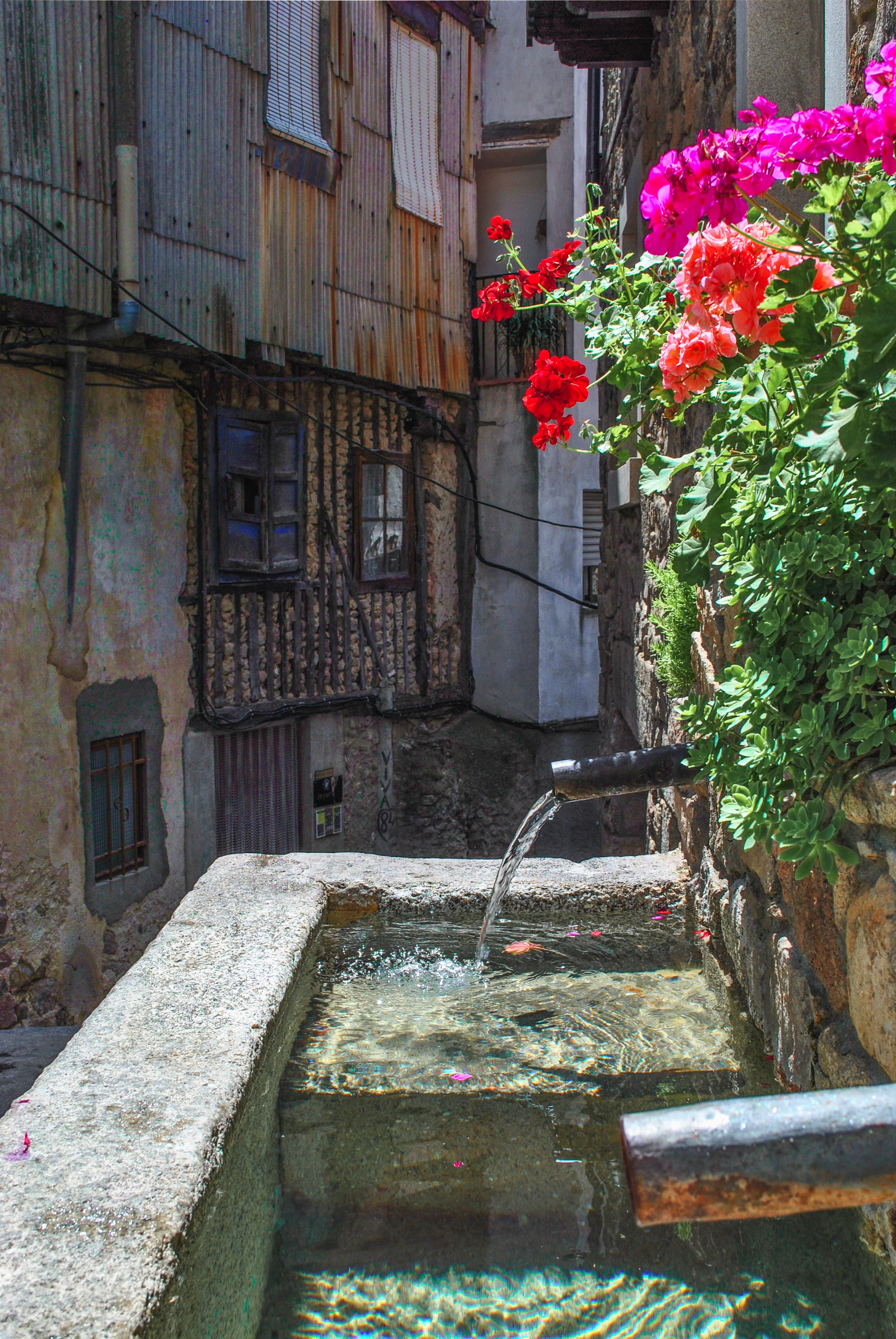
Fuente
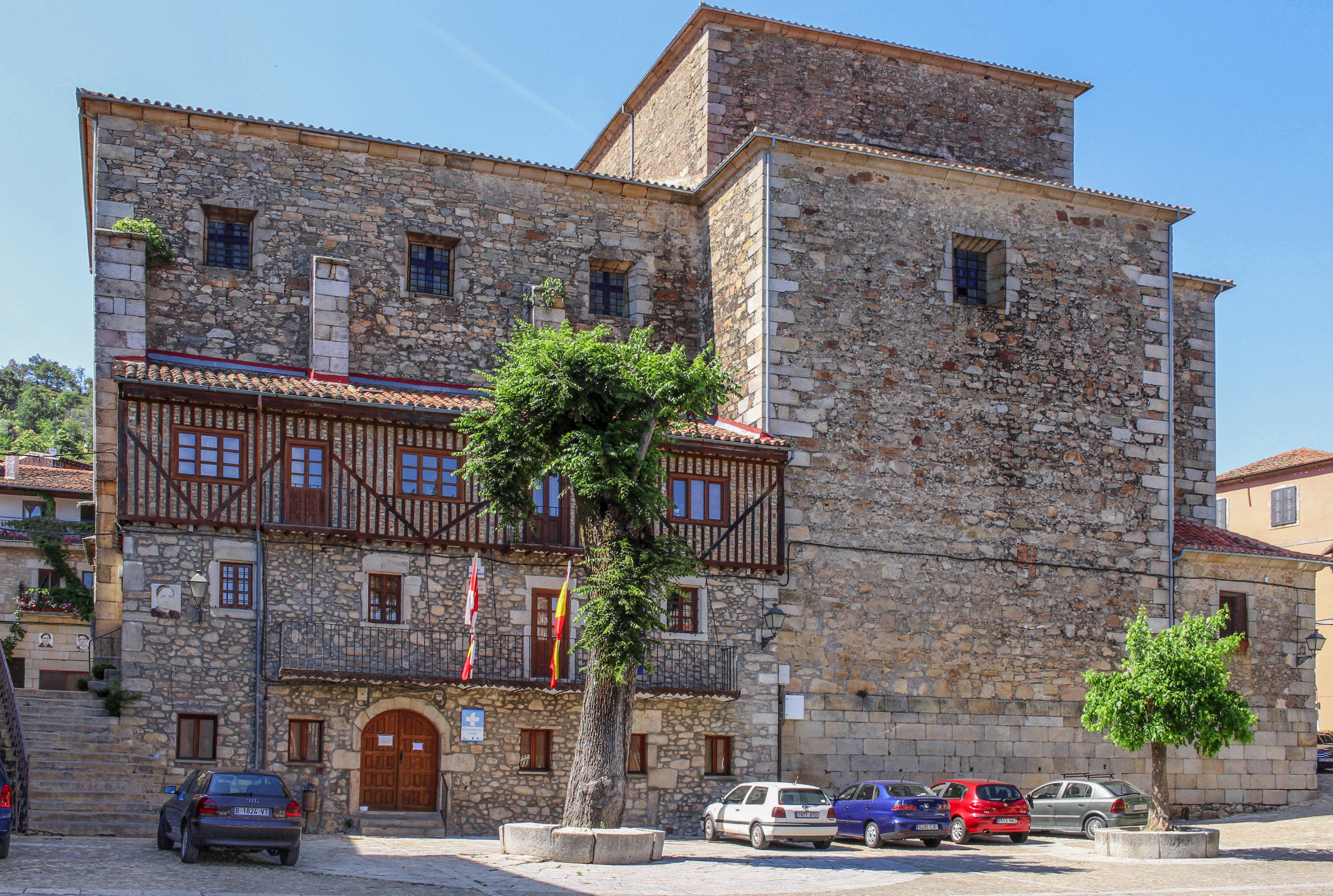
Ayuntamiento
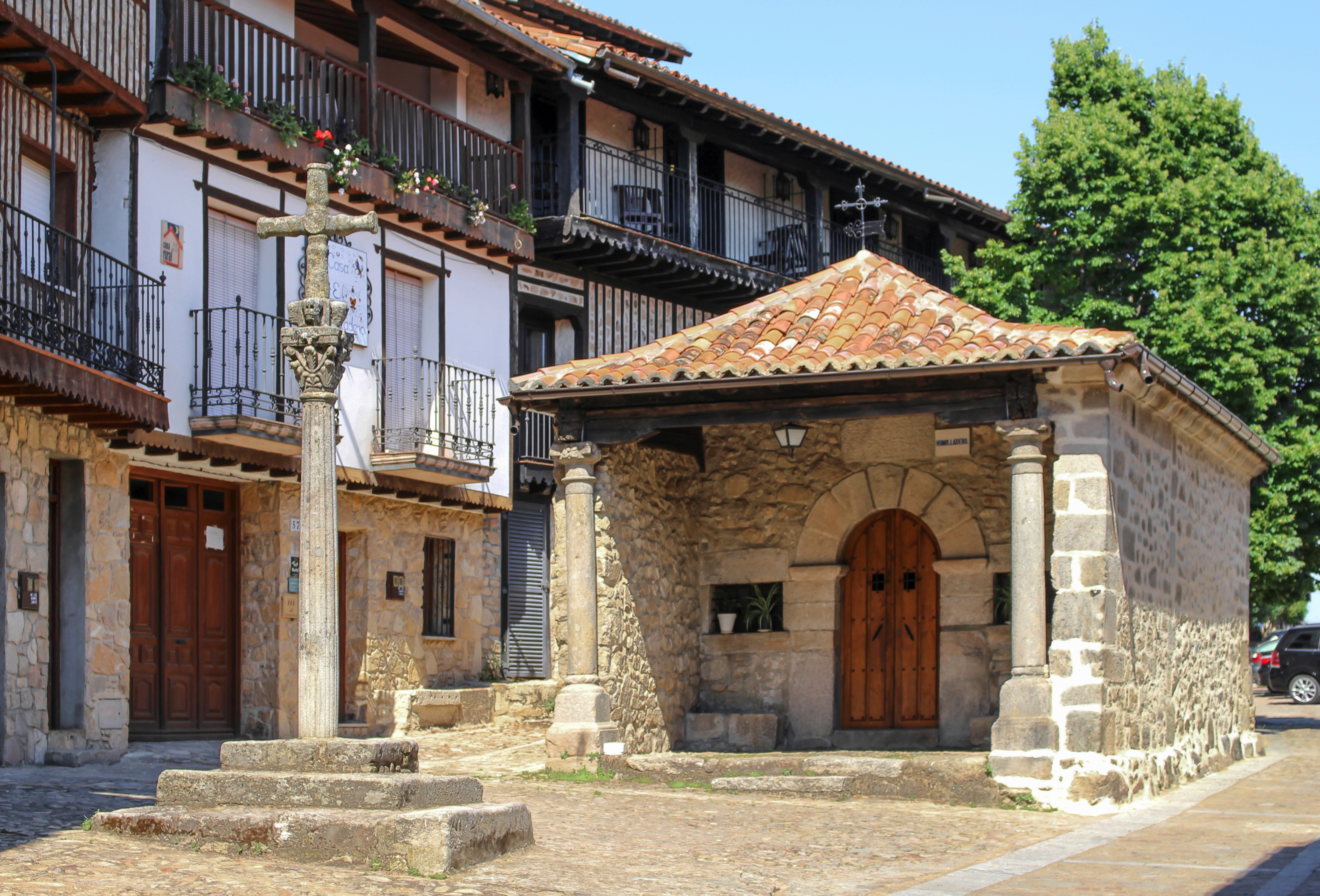
Ermita
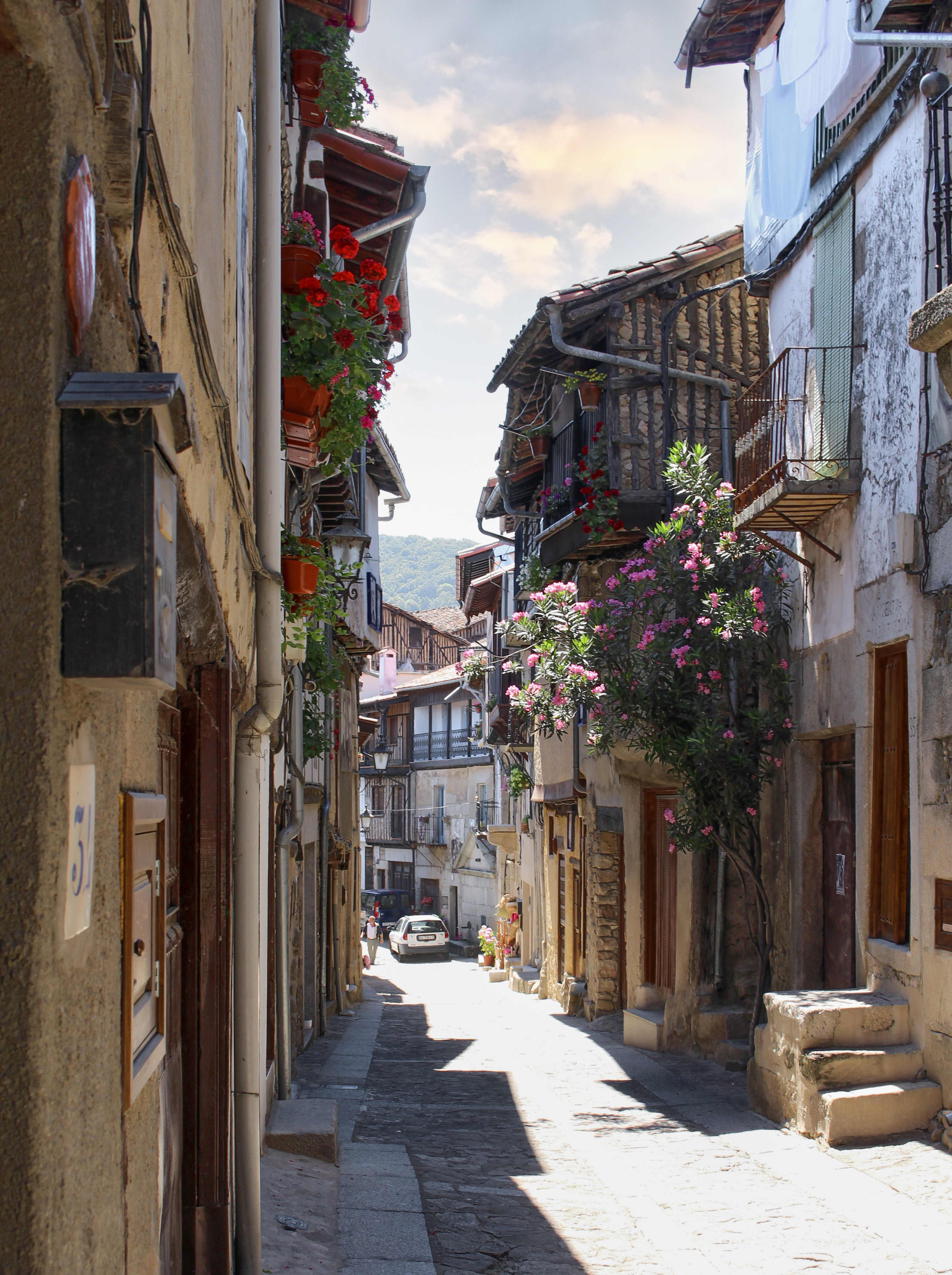
Calle

### Fiestas
Las fiestas de la Virgen de las Nieves se celebran los días 5 y 6 de agosto con danzantes en pasacalles a los ritmos del tamboril.